# Vĩ tuyến 81 Bắc
Vĩ tuyến 81 Bắc là một vĩ tuyến có vĩ độ bằng 81 độ Bắc so với xích đạo của Trái Đất, thuộc vùng Bắc cực. Vĩ tuyến này đi qua Đại Tây Dương, Bắc Băng Dương, Châu Âu, Châu Á và Bắc Mỹ.

## Địa lý
Bắt đầu từ kinh tuyến gốc và đi về phía Đông, vĩ tuyến 81° Bắc đi qua:
| Tọa độ                         | Quốc gia, vùng lãnh thổ hoặc biển | Ghi chú                                                                               |
| ------------------------------ | --------------------------------- | ------------------------------------------------------------------------------------- |
| 81°0′B 0°0′Đ / 81°B 0°Đ        | Đại Tây Dương                     | Biển Greenland                                                                        |
| 81°0′B 38°0′Đ / 81°B 38°Đ      | Bắc Băng Dương                    | Biển Nữ hoàng Victoria                                                                |
| 81°0′B 54°27′Đ / 81°B 54,45°Đ  | Nga                               | Zemlya Frantsa-Iosifa - Zichy Land                                                    |
| 81°0′B 58°45′Đ / 81°B 58,75°Đ  | Bắc Băng Dương                    |                                                                                       |
| 81°0′B 60°13′Đ / 81°B 60,217°Đ | Nga                               | Zemlya Frantsa-Iosifa - Đảo La Ronciere                                               |
| 81°0′B 61°31′Đ / 81°B 61,517°Đ | Bắc Băng Dương                    |                                                                                       |
| 81°0′B 64°10′Đ / 81°B 64,167°Đ | Nga                               | Zemlya Frantsa-Iosifa - Đảo Graham Bell                                               |
| 81°0′B 65°20′Đ / 81°B 65,333°Đ | Biển Kara                         | Đi qua phía Bắc Đảo Ushakov, Nga · Đi qua phía Nam Đảo Schmidt, Severnaya Zemlya, Nga |
| 81°0′B 93°45′Đ / 81°B 93,75°Đ  | Nga                               | Severnaya Zemlya - Đảo Komsomolets                                                    |
| 81°0′B 96°36′Đ / 81°B 96,6°Đ   | Bắc Băng Dương                    |                                                                                       |
| 81°0′B 95°16′T / 81°B 95,267°T | Canada                            | Nunavut - Đảo Axel Heiberg                                                            |
| 81°0′B 91°38′T / 81°B 91,633°T | Nansen Sound                      |                                                                                       |
| 81°0′B 88°14′T / 81°B 88,233°T | Canada                            | Nunavut - Đảo Ellesmere                                                               |
| 81°0′B 66°52′T / 81°B 66,867°T | Eo biển Nares                     |                                                                                       |
| 81°0′B 61°25′T / 81°B 61,417°T | Greenland                         | Petermann Glacier                                                                     |
| 81°0′B 19°5′T / 81°B 19,083°T  | Greenland                         | Hồ Romer                                                                              |
| 81°0′B 14°18′T / 81°B 14,3°T   | Đại Tây Dương                     | Biển Greenland                                                                        |